# Todomondo
Todomondo — музыкальный проект из Румынии, созданный специально для конкурса песни Евровидение 2007. В состав группы входят Андрей Штефанеску (рум. Andrei Ştefănescu), Чиро де Лука (рум. Ciro de Luca), Богдан Мариан Ташкау (рум. Bogdan Marian Taşcău, известен также как Mister M), Камара Джеди (рум. Kamara Ghedi), Влад Крету (рум. Vlad Creţu) и Валериу Раилеану (рум. Valeriu Răileanu). Коллектив был собран в 2007 под первоначальным названием «Locomondo» (в переводе с испанского — Безумный мир), однако это название уже было занято греческой регги-группой, поэтому музыкантам пришлось сменить название на «Todomondo» (рус. Весь мир). Группа стала победительницей национального отбора на Евровидение («Selecţia Naţională») и получила возможность представлять Румынию на предстоящем песенном конкурсе.
На Евровидении ими была исполнена песня «Liubi, Liubi, I love you». Примечательно, что конкурсная композиция была записана на шести языках — английском, итальянском, испанском, русском, французском и румынском. Песня не участвовала в полуфинале, так как Румыния попала в топ-10 по результатам прошлого года, что, по правилам того времени, позволило ей участвовать сразу в финале, где она финишировала тринадцатой, получив 84 очка.